# Rolf Honold
Rolf Honold (* 9. Juli 1919 in München-Schwabing; † 13. Oktober 1979 in Berlin) war ein deutscher Schauspieler, Theaterregisseur und Schriftsteller. Bekannt wurde er vor allem als Schöpfer und Autor der Fernsehserie Raumpatrouille.

## Leben

### Herkunft und Ausbildung
Rolf Honold war der Sohn des Kavalleriehauptmanns Georg Honold. Er besuchte die Oberrealschule und anschließend zwei Jahre ein Lehrerseminar, brach die Ausbildung zum Lehrer jedoch ab und nahm Schauspielunterricht. Sehr wahrscheinlich wurde er zu Beginn des Zweiten Weltkriegs eingezogen oder meldete sich freiwillig zur Wehrmacht. Im Krieg diente er als Gebirgspionier-Offizier. Offenbar wurde er auch im Warschauer Aufstand 1943 eingesetzt. Bereits 1945 floh er aus tschechischer Kriegsgefangenschaft und nahm seine Schauspielstudien wieder auf, die er als Bauarbeiter finanzierte.

### Tätigkeit
Nach dem Krieg arbeitete er als Schauspieler, dann als Theaterregisseur in Hof (Saale), in Osnabrück (Theater am Domhof), am Staatstheater Oldenburg und in Dortmund und war anscheinend ab Anfang der 1950er Jahre als freier Schriftsteller tätig. 1950 erfolgte in Hof die Aufführung seines ersten Theaterstück, Die Spinne.
Im Jahr 1956 wurde vom westdeutschen Fernsehen nach seinem Szenarium Geschwader Fledermaus als Fernsehfilm produziert, in dem u. a. Horst Frank mitspielte. 1957 wurde es veröffentlicht und 1958 unter seiner Mitarbeit von Erich Engel von der DEFA als Geschwader Fledermaus verfilmt.
1959 zog Honold nach Berlin und arbeitete unter anderem für Artur Brauners CCC-Film. Anfang 1960 begann er Science-Fiction-Fernsehserien zu konzipieren. Terra ruft Andromeda wurde von der Bavaria angekauft, aber nicht realisiert. Als Nachfolgeprojekt war bereits streng geheim konzipiert worden. Weitere Projekte waren Die Parallelwelt, Klima-Control, Unterwasserpatrouille, Unternehmen Einstein und Die PSI-Gruppe.
1965 war Honold als Drehbuchautor an der Fernsehserie John Klings Abenteuer beteiligt. Elemente aus Terra ruft Andromeda fanden 1966 in der Fernsehserie Raumpatrouille Verwendung, bei der Honold an allen sieben Drehbüchern beteiligt war. 1968 und 1975 veröffentlichte er noch einige Kurzgeschichten zur Serie.

### Privatleben
Über sein Privatleben ist wenig bekannt. 1953 heiratete er Lieselotte Römp, offenbar nach 1964 war er in zweiter Ehe mit Renate Honold verheiratet.

## Werke
- Die Spinne (1950)
- Der Stoß nach Ssogrebitsche, Berlin 1952
- Orchideen für Zimmer 19 (1953)
- Geschwader Fledermaus, Osnabrück 1957
- Der Fall Zikade (1956)
- Der Große Traum (1957)
- Gesellschaft ohne Gnade
- … Und morgen die ganze Welt, München 1960
- Der Aufstand (nicht veröffentlicht)

## Filmografie
- Geschwader Fledermaus (TV-BRD 1956, Regie: Frank Lothar)
- Geschwader Fledermaus (DDR 1958, Regie: Erich Engel)
- John Klings Abenteuer
- Raumpatrouille
- Gefährliche Streiche